# Antonio Sattamini
Antonio Sattamini (Rio Grande do Sul, 26 de março de 1865 – Rio de Janeiro, 15 de maio de 1956) foi um médico brasileiro.
Doutorado em medicina pela Faculdade de Medicina do Rio de Janeiro em 1888, defendendo a tese “Insuficiência Aórtica”. Foi eleito membro da Academia Nacional de Medicina em 1901, com o número acadêmico 221, ocupando a Cadeira 85, que tem Antônio de Barros Terra como patrono.